# Theaflavine

Strukturformel von Theaflavin, der Stammverbindung der Theaflavine

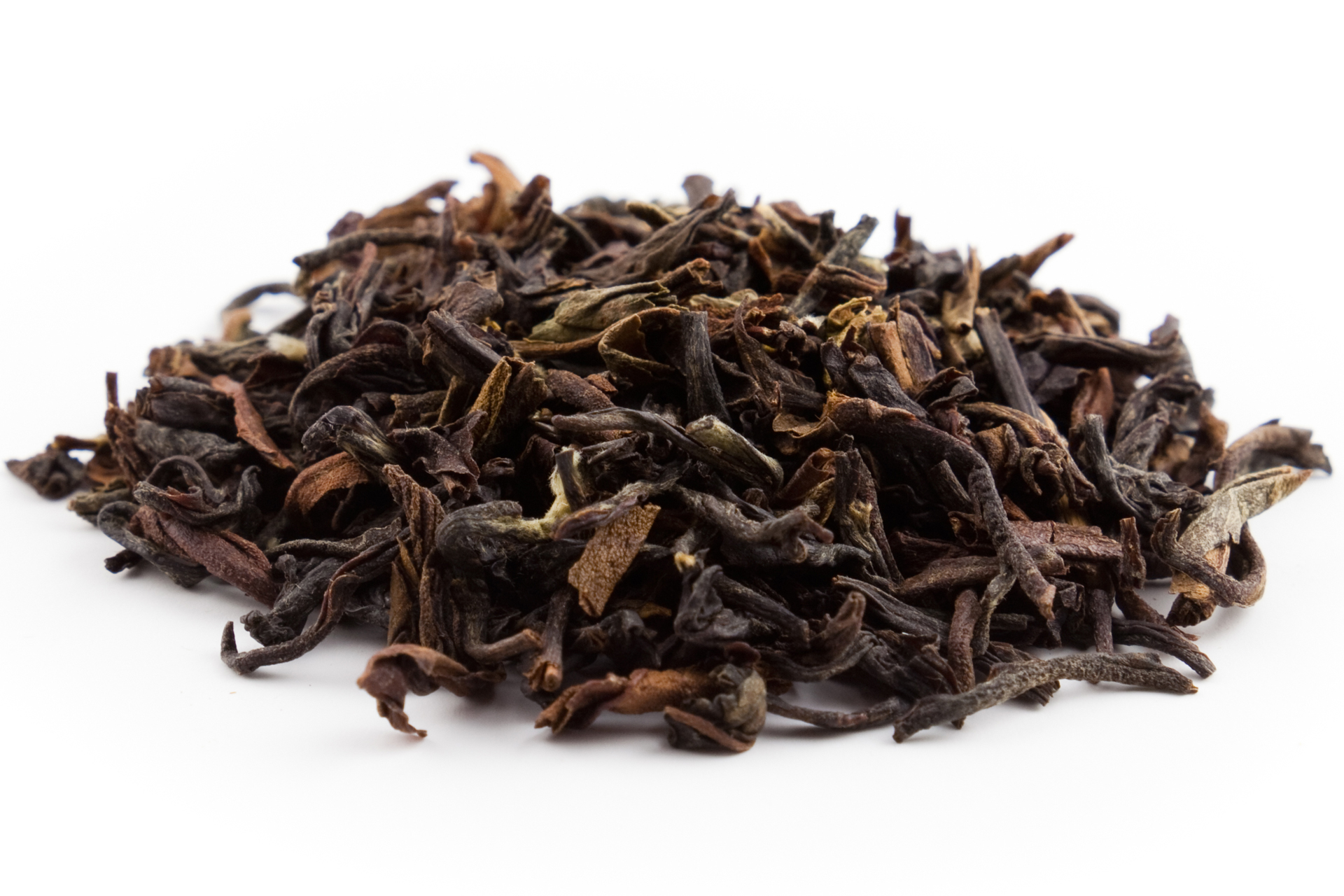
Loser schwarzer Tee (Darjeeling)

Theaflavine sind sekundäre Pflanzenstoffe aus der Gruppe der Polyphenole. Sie sind zusammen mit der breiten Fraktion von Thearubigenen verantwortlich für die typische rötlich-orange Farbe des schwarzen Tees und entstehen durch oxidative Kondensation zwischen Epicatechin und Epigallocatechin sowie bei der Verstoffwechselung von Catechinen in der Leber. Theaflavine sind bezüglich ihres positiven Einflusses auf die Gesundheit in den Fokus wissenschaftlicher Untersuchungen gerückt. 

## Medizinische Aspekte
Viele Polyphenole können die Vermehrung von HIV-1 hemmen. In Experimenten mit Zellkulturen zeigten Theaflavine dahingehend ein höheres Potenzial als die ebenfalls für diesen Effekt bekannten Catechine. Beide Stoffe verhindern die Vermehrung des Virus, indem sie an dessen Oberflächenmolekül gp41 binden, welches das Virus braucht, um über den CD4-Rezeptor in seine Wirtszelle einzudringen.
Den Ergebnissen klinischer Studien zufolge können Theaflavine ebenfalls sowohl den Cholesterinspiegel als auch die Menge des Low Density Lipoprotein im menschlichen Körper senken.
Außerdem scheinen Theaflavine eine starke antibakterielle Wirkung zu besitzen. In Laboruntersuchungen an den Bakterien Stenotrophomonas maltophilia und Acinetobacter baumannii, welche inzwischen gegen zahlreiche Antibiotika Resistenzen ausgebildet haben, zeigten sie sich sehr effektiv.